# BicItalia

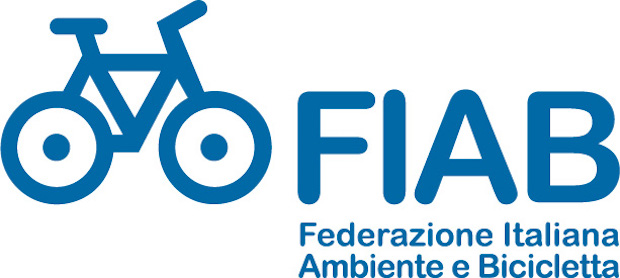
Logo FIAB Federazione italiana Ambiente Bicicletta

Bicitalia è un progetto di rete ciclabile a fini escursionistici e turistici lanciato nel 2000 dalla Federazione Italiana Ambiente e Bicicletta (FIAB) per l'Italia; è coordinato con EuroVelo su scala europea. Non considera reti e percorsi di livello solo locale o regionale, a meno che essi non vadano ad integrarsi con la rete nazionale e internazionale.

## Descrizione
Prende a modello realizzazioni di respiro nazionale già presenti in diversi paesi dell'Europa e si basa su di una crescente domanda cicloturistica sia dal mercato interno che estero e indica percorsi scelti sotto il rilievo dell'attrattività, della realizzabilità e dei possibili ritorni, e affida la loro realizzazione ai vari livelli istituzionali coinvolti (nazionale, regionale o prettamente locale). A partire dal 2018, l'Italia si è dotata di una legge quadro sulla mobilità ciclistica che istituisce la rete ciclabile nazionale Bicitalia, la cui pianificazione sarà oggetto del Piano Generale della Mobilità Ciclistica. Attualmente è in corso una revisione dello schema di rete Bicitalia a partire dall'edizione 2017 della mappa da parte di FIAB, che ha portato il numero di itinerari nazionali Bicitalia da 18 a 20. In Bicitalia sono reperibili anche i requisiti qualitativi e di sicurezza che possono fare da guida a progettazione, cantierizzazione e promozione.

## Itinerari previsti

### BI1 - ciclovia del Sole
La sua lunghezza è di 3000 km. 
Attraversa l'Italia da nord a sud, dal passo del Brennero a Siracusa, ed è parte del ramo 7 della rete ciclabile EuroVelo.

### BI2 - ciclovia del Po e delle Lagune

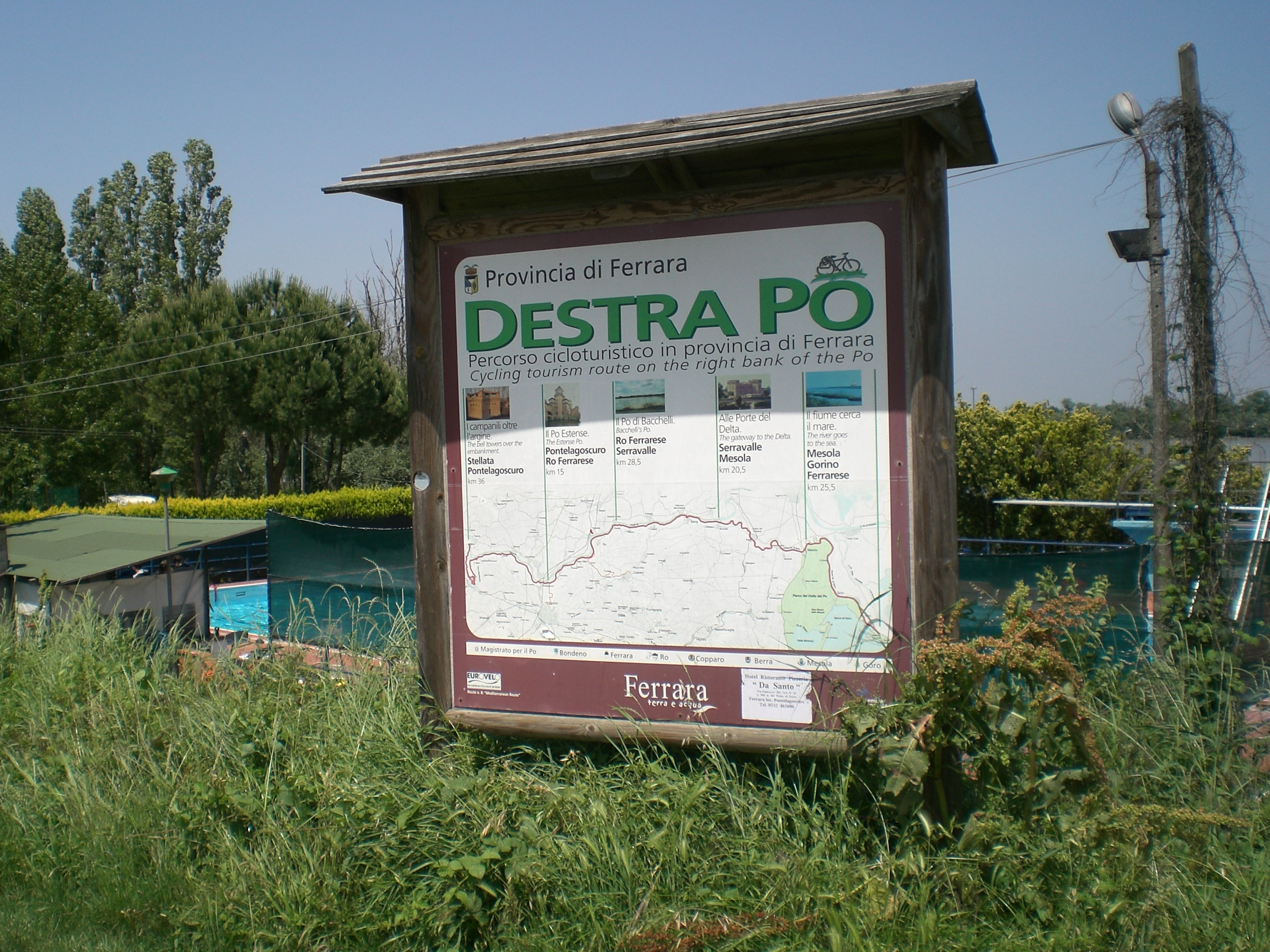
Destra Pò

Questo percorso è chiamato anche Destra Po e ha una lunghezza di 130 km. È un tratto del percorso EuroVelo 8. Inizia a Ventimiglia e finisce a Trieste, attraversando la Pianura Padana.

### BI3 - ciclovia dei Pellegrini
È lungo 2300 km. Da nord verso sud ricalca la via Francigena, nella versione EuroVelo fino a Roma e nel tratto successivo ha lo scopo di raggiungere il porto di Brindisi (dal quale si imbarcavano pellegrini, crociati e cavalieri del tempio diretti a Gerusalemme).

### BI4 - ciclovia Dolomiti - Venezia
È la rete ciclabile del Triveneto, chiamata anche "dei Fiumi Veneti", dalla lunghezza di 1000 km.

### BI5 - ciclovia Romea Tiberina
È lunga 800 km.

### BI6 - ciclovia Adriatica

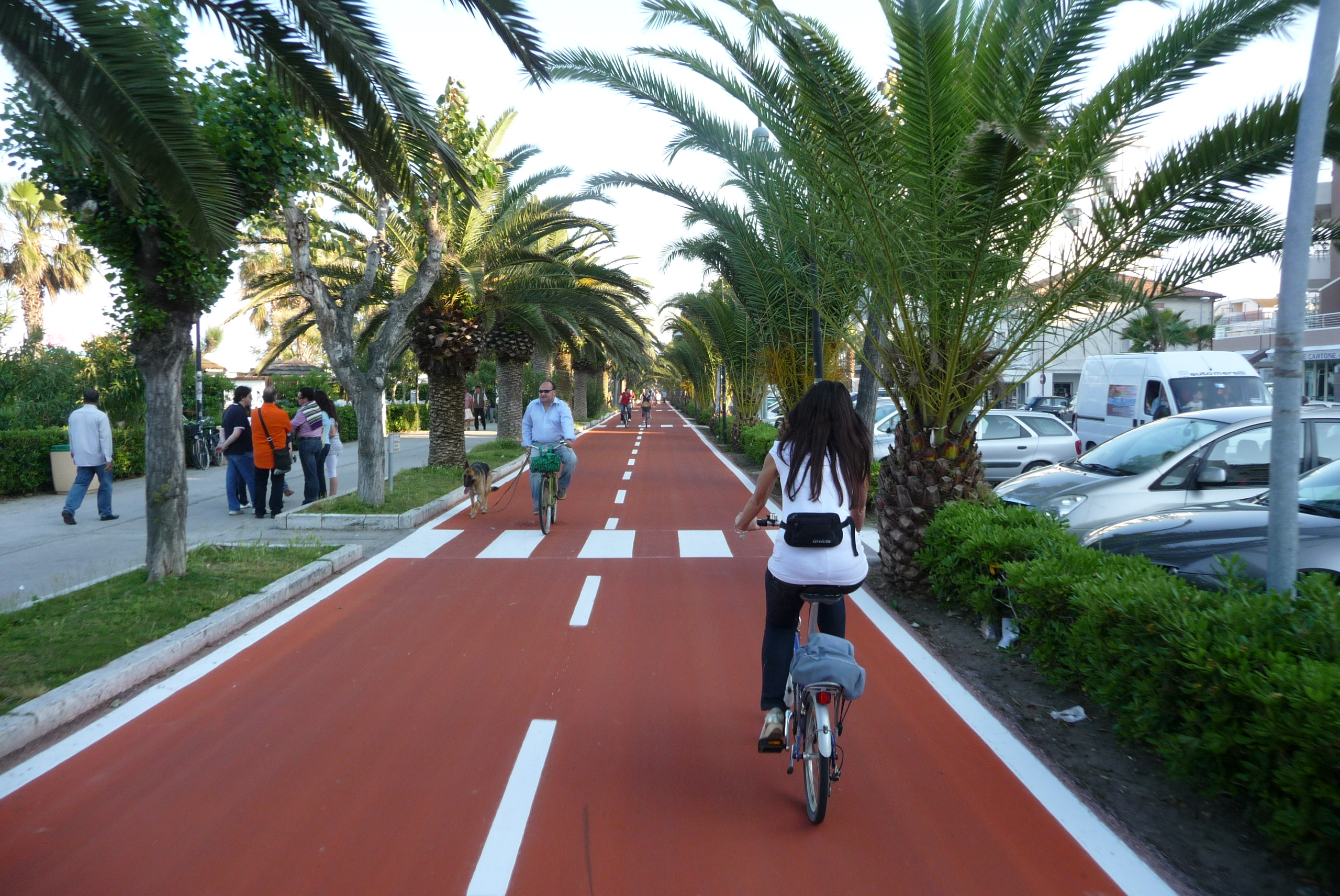
La ciclovia Adriatica nel tratto di Alba Adriatica (Abruzzo).

Corre sulla costa adriatica, da Trieste a Santa Maria di Leuca. Esistono già numerosi tratti (ma a macchie di leopardo), che vanno collegati tra loro.

### BI7 - ciclovia Tibur Valeria
Detta anche Romagna-Versilia, è lunga 400 km. Collega Rimini con Viareggio.

### BI8 - ciclovia Conero-Argentario
Lunga 500 km, collega Ancona e il limitrofo Conero (sulla sponda adriatica) con l'Argentario (sulla sponda tirrenica).

### BI9 - ciclovia Salaria

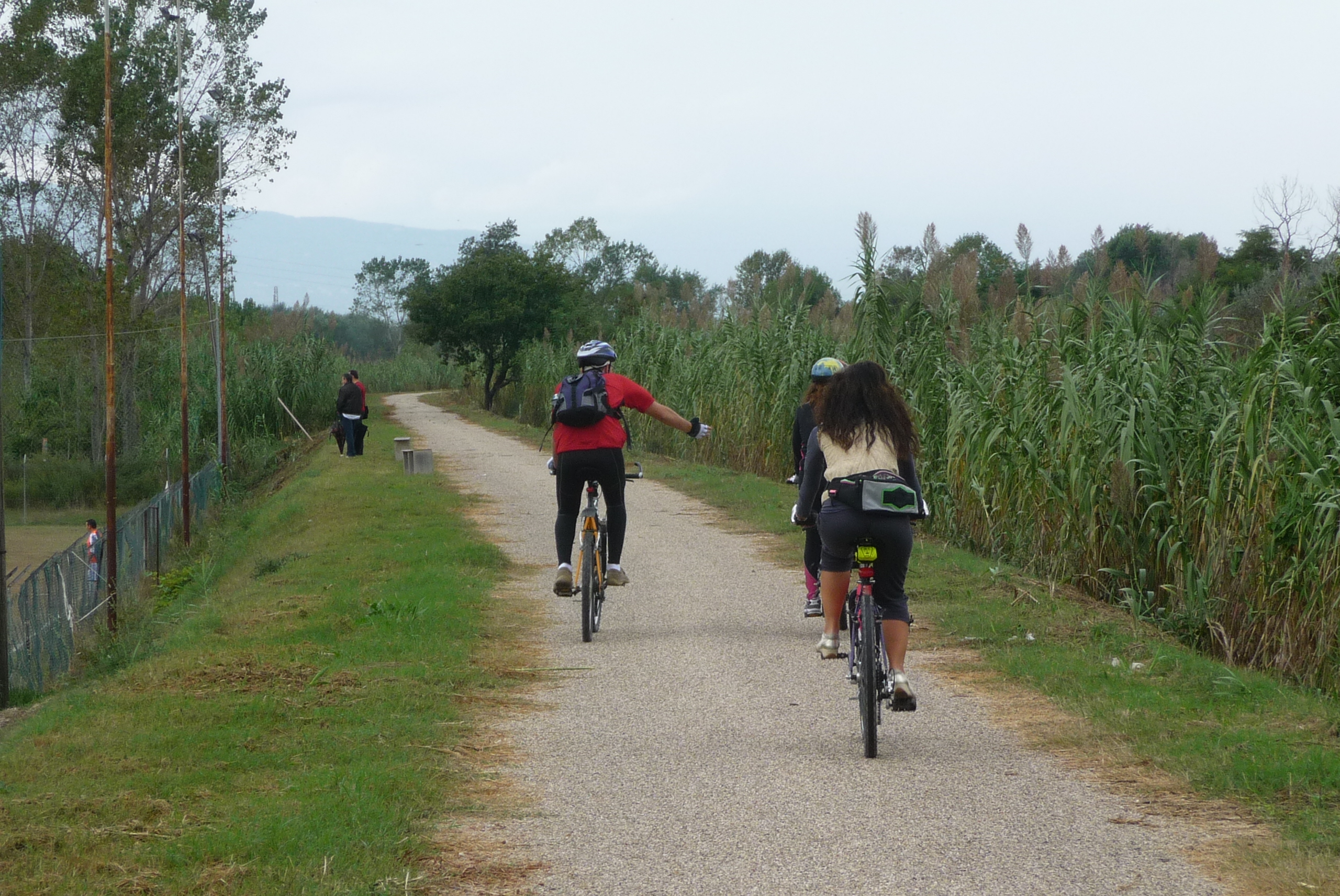
La BI 9 ciclovia Salaria sull'argine del Tronto

È lunga 300 km e collega il Tirreno all'Adriatico, da Roma a Porto d'Ascoli-San Benedetto del Tronto. Alcuni tratti di ciclabile in sede propria sono già stati realizzati tra Ascoli e Porto d'Ascoli, sull'argine destro del Tronto. A Roma è già stata realizzato il tratto all'interno del Raccordo Anulare: la ciclabile del Tevere nord e la ciclabile del Tevere sud. Lo sbocco sul Tirreno sarà realizzato con il tratto in tratto di ciclabile Roma-Ostia, in fase di progetto.

### BI10 - ciclovia dei Borboni
È lunga 500 km, unendo le capitali del Sud, da Bari a Napoli, passando per Ruvo, Castel del Monte, Potenza, Avellino e Salerno.

### BI11 - ciclovia degli Appennini
È il ramo n. 11, della lunghezza di 500 km, percorrendo verticalmente il territorio interno dell'Italia, da Camaldoli a Vieste (sul Gargano).
Colle di Cadibona - Reggio Calabria, km 1750
- acquedotto Pugliese: sorgenti di Caposele - Santa Maria di Leuca, km 300
- Gargano: Molise - Vieste, km 180[2]

### BI12 - ciclovia Pedemontana Alpina
È il ramo n. 12, della lunghezza 1100 km. È l'itinerario cicloturistico dei laghi della Lombardia. Forma un grande arco, dalla val Rosandra, nei pressi di Trieste, al colle di Cadibona, nei pressi di Savona.

### BI13 - ciclovia Claudia Augusta
Anche chiamata "ciclovia dei Tratturi", ha una lunghezza di 400 km, da Vasto a Gaeta, unendo i due mari (Adriatico e Tirreno) dove l'Italia è più stretta. Lungo il percorso incrocia i tratturi, caratteristici sentieri che dall'Abruzzo e dal Molise raggiungevano le Puglie.

### BI14 - ciclovia della Magna Grecia
È detta anche "ciclovia dei Tre Mari" ed è lunga 600 km. Da Otranto a Sapri: dall'Adriatico, allo Ionio e al Tirreno.

### BI15 - ciclovia Svizzera Mare
È lunga 500 km. Unisce Domodossola nei pressi del confine con i territori svizzeri del lago Maggiore, con Imperia, sulle rive mar Ligure.

### BI16 - ciclovia della Sardegna
Percorso ad anello lungo l'isola della Sardegna, per 1440 km.

### BI17 - ciclovia Alpe Adria Radweg
Detta anche "ciclovia dell'Adda", va da Tarvisio  al fiume Po per una lunghezza di 350 km.

### BI18 - Fano Grosseto
Fano - Grosseto, km 589

### BI19 - ciclovia Tirrenica
Ventimiglia - Latina, km 741

### BI20 - ciclovia AIDA
Percorre l'Italia settentrionale da Susa a Trieste per 932 km di lunghezza, passando per Torino, Vercelli, Novara, Milano, Brescia, Verona, Vicenza, Padova, Venezia (Mestre), Treviso, Pordenone e Udine. L'acronimo del nome sta per "Alta Italia da attraversare".